# Cathédrale Saint-Machar d'Aberdeen
La cathédrale Saint-Machar d'Aberdeen est située au nord de la vieille ville d'Aberdeen (Écosse), au sud de la rivière Don.
Elle est située au nord du centre-ville, dans le bourg ancien de la vieille ville. St Machar n'est officiellement plus une cathédrale, mais plutôt une église haute, car elle n'a pas été le siège d'un évêque depuis la Réforme écossaise du XVIe siècle. Le ministre actuel est le révérend Dr Alan D. Falconer, qui a déjà travaillé avec le Secrétariat du Conseil œcuménique des Églises à Genève.
Cette cathédrale a deux tours coniques qui dominent le parc de Seaton.
Il y a de superbes boiseries de charpente à l'intérieur, avec les blasons de tous les nobles de la région sur les points de clef.